# Mônica Salmaso

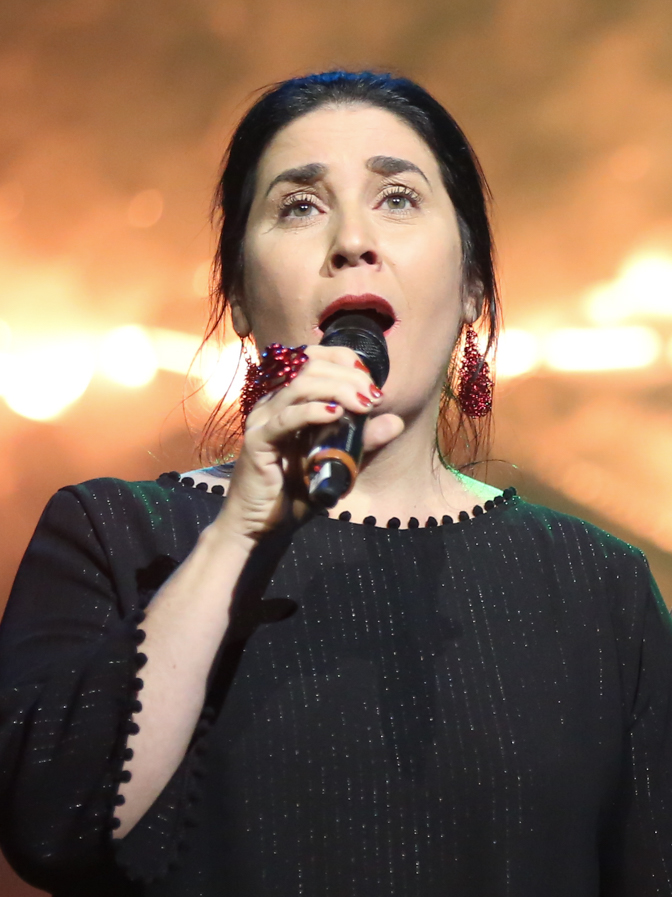
Mônica Salmaso (2015)

Mônica Salmaso (* 27. Februar 1971 in São Paulo) ist eine brasilianische Sängerin und Komponistin.

## Leben
Salmaso begann ihre musikalische Laufbahn 1989 als Sängerin in der musikalischen Komödie O Concílio do Amor unter der Leitung von Gabriel Villela. In den Folgejahren trat sie neben ihrem Musikstudium mit Musikern wie Edu Lobo, Eduardo Gudin, José Miguel Wisnik, Marlui Miranda, Guinga, Nelson Ayres und dem Jazz Symphonic Orchestra of São Paulo auf. Sie war eine der Solistinnen auf dem Album Canções de Ninar von Paulo Tatit und Sandra Peres, das mit dem Prêmio Sharp - 95 als bestes Album für Kinder ausgezeichnet wurde.

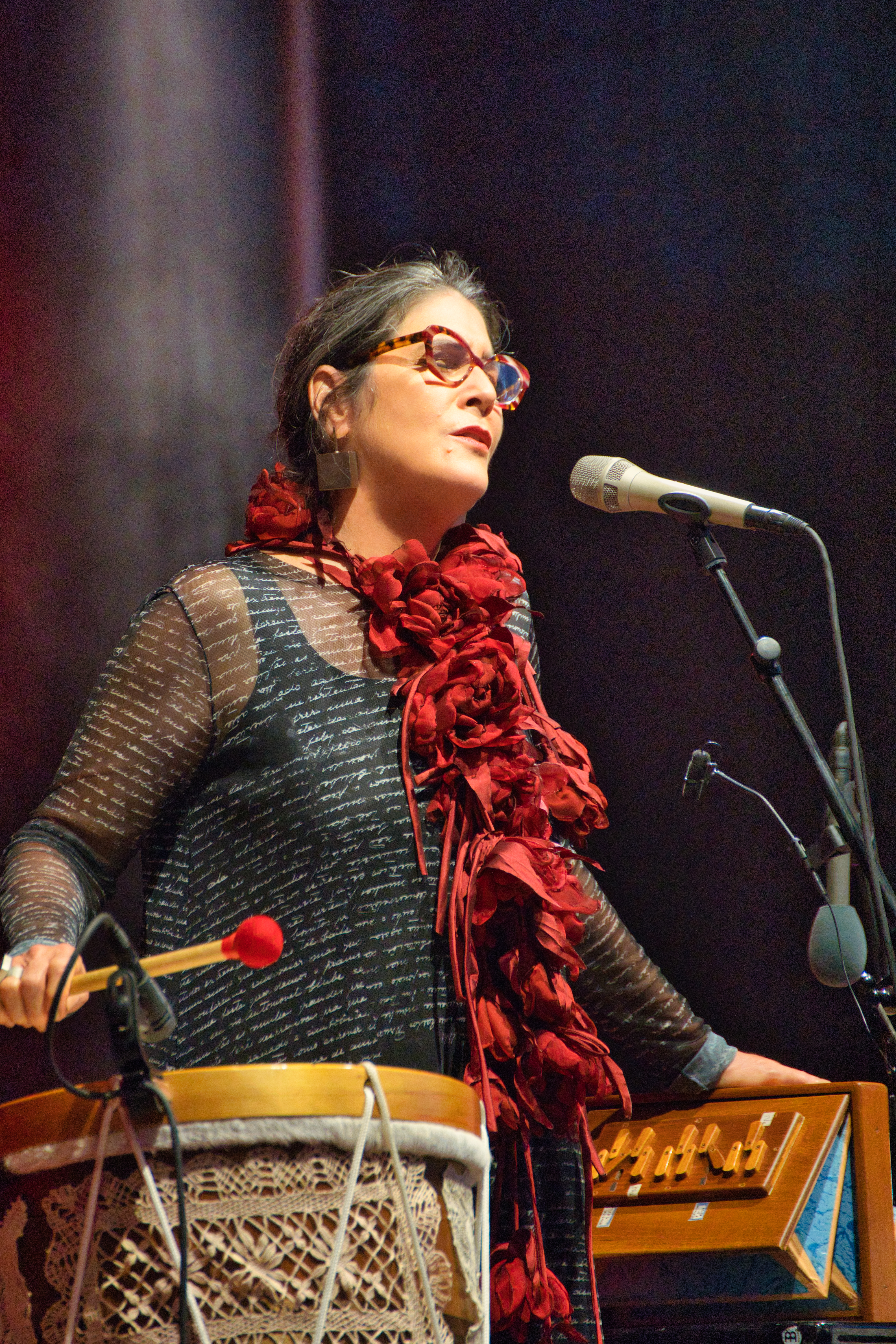
Mit dem Mônica Salmaso Trio auf dem INNtöne Jazzfestival 2024

1995 veröffentlichte Salmaso ihr erstes eigenes Album Afro Sambas mit dem Gitarristen Paulo Bellinati. Mit dem Album wurde sie für den Prêmio Sharp - 07 als beste Sängerin brasilianischer Popularmusik nominiert. 1998 folgte das Album Trampolim mit Naná Vasconcelos, Teco Cardoso und Paulo Bellinati.
1999 gewann sie den landesweiten Visa-Mastercard-Eldorado-Preis als beste Sängerin Brasiliens, an dem sich 1200 Wettbewerber beteiligt hatten. Im gleichen Jahr produzierte Rodolfo Stroeter mit ihr das Album Voadeira (mit Marcos Suzano, Benjamim Taubkin, Nailor Proveta, Toninho Ferragutti und Paulo Bellinati), das von der Presse als eines der besten brasilianischen Popalben des Jahres bewertet wurde. Im gleichen Jahr zeichnete sie die Associação Paulista dos Críticos de Arte (APCA) als beste Sängerin Brasiliens aus.
Seit 1998 tritt sie mit dem zwölfköpfigen Ensemble Orquestra Popular de Câmara auf. An dem Film Vinícius von Miguel Faria Jr. über das Leben von Vinícius de Moraes wirkte sie als Sängerin mit. 2004 erschien ihr Album Iaiá. Auf dem Album Carioca von Chico Buarque sang sie dessen Song Imagina. Auch auf ihrem fünften Album Noites de gala, samba na rua (mit dem Quintet Pau Brasil) sang sie Songs von Buarque. 2008 folgte das Album Nem 1 Ai.